# アクロニス
アクロニス（Acronis, Inc）は、Windows・Mac・Linux・仮想マシン用のデータバックアップ・障害復旧・システム開発・ディスク管理ソフトウェアを開発・販売する多国籍企業である。日本法人はアクロニス・ジャパン株式会社。

## 沿革
- 2003年 - Serguei Beloussov, Max Tsypliaev, Ilya Zubarevにより設立
- 2009年9月10日 - 日本法人「アクロニス・ジャパン株式会社」を設立

## 製品
- 個人向け[5]
  - Acronis Cyber Protect Home Office - PCデータのバックアップ／復元、ディスクイメージの作成およびデータの完全消去ソフトウェア、マルウェア保護、旧Acronis True Image[6]
  - Acronis Migrate Easy - システム移動ツール
  - Acronis Disk Director - パーティショニング、ハードディスク管理ソフト

- 法人向け[7]
  -  Acronis Backup - 仮想マシン、Windows、Linuxのサーバおよびワークステーション用バックアップ ソリューション (スタンドアローン型)
  -  Acronis Backup Advanced - 仮想マシン、Windows、Linuxのサーバおよびワークステーション用バックアップソリューション (複数集中管理型)
  - Acronis Snap Deploy - ハードディスクドライブ全体の イメージファイルを作成し、 ネットワーク上の複数のコンピュータに一斉に配置する管理ソリューション